# Loney Gordon
Loney Clinton Gordon  (* 8. Oktober 1915 in Forrest City, Arkansas; † 16. Juli 1999 in East Lansing, Michigan) war eine US-amerikanische Chemikerin. Sie ist zusammen mit den Biologinnen Grace Eldering und Pearl Kendrick für ihre Beteiligung an der Entwicklung eines Impfstoffs gegen Keuchhusten bekannt.

## Leben und Werk

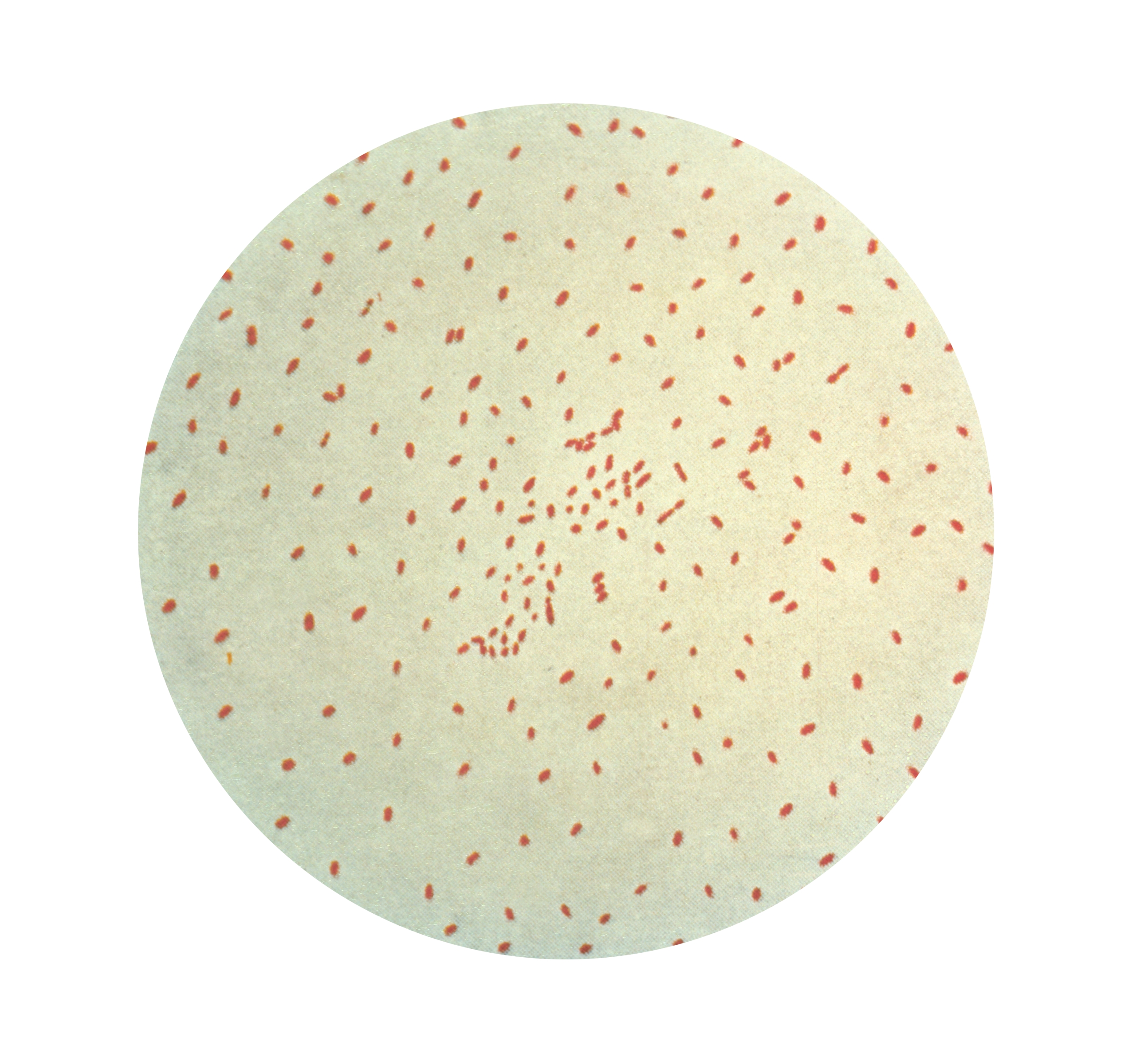
Mikroskopisches Bild von Bordetella pertussis, dem Erreger von Keuchhusten, nach Gramfärbung

Gordon war die Tochter von John V. Clinton und Leona S. Moss Mayo. Sie besuchte die South High School, wo sie wie Gerald Ford im Jahrbuch der Schule von 1931 abgebildet ist. Sie studierte anschließend Hauswirtschaft und Chemie am Michigan State College. 1939 erhielt sie dort ihren Bachelor-Abschluss und wollte als Ernährungsberaterin arbeiten.
Als afroamerikanische Frau hatte sie Schwierigkeiten, eine Arbeitsstelle als Ernährungsberaterin zu finden. Laut einem Interview mit Gordon aus dem Jahr 1999 von der Geschichtsprofessorin Carolyn Shapiro Shapin sagte Gordon, sie habe einen Job als Ernährungsberaterin in einer psychiatrischen Anstalt in Virginia gefunden, aber der Arzt habe sie schlecht behandelt und sie habe unzureichende Wohnräume erhalten. Um dieser Diskriminierung zu entkommen, kehrte sie nach Grand Rapids zurück, wo sie feststellte, dass niemand sie einstellen würde, weil Köche keine Anweisungen von einer afroamerikanischen Frau entgegennahmen.
1944 stellten die Bakteriologinnen Pearl Kendrick und Grace Eldering sie als Labortechnikerin ein für ihre Forschungen an den Western Michigan Laboratories, später bekannt als Kent Community Hospital, in Grand Rapids. Zu dieser Zeit verzeichnete Michigan eine der höchsten Todeszahlen im Zusammenhang mit Keuchhusten. Gordons Aufgabe war es, das Bakterium Bordetella pertussis, das Keuchhusten verursacht, zu analysieren und zu isolieren. Die damals verwendeten Impfstoffe waren nicht stark genug und daher unwirksam. Durch ihre Forschung entdeckte Gordon die Verwendung von Schafsblut als wirksame Methode zur Inkubation der Bakterienkulturen. Aufgrund des von Gordon isolierten Stamms führten Kendrick und Eldering ein Kontrollexperiment durch, aus dem später ein Impfstoff hervorging, der besser schützte als alle anderen, die es zu dieser Zeit gab.
Nach ihrer Entdeckung arbeitete Clinton weiter für das Michigan Department of Health, zunächst im Labor in Grand Rapids. Am 23. Juni 1956 heiratete sie Howard Gordon und wechselte im selben Jahr in das Lansing-Labor des Michigan Department of Health. Bis zu ihrer Pensionierung im Jahr 1978 arbeitete sie weiter in den Bereichen Mikrobiologie und öffentliche Gesundheit.
Dank ihrer Arbeit an den Keuchhustenstudien konnte Gordon mit dem National Council on Christians and Jews durch Europa und den Nahen Osten reisen. Außerdem hielt sie in den Vereinigten Staaten über 50 Vorträge über ihre Arbeit.
1997 wurde in der Resolution Nr. 115 des Repräsentantenhauses von Michigan ihr Beitrag zur Entwicklung des Keuchhusten-Impfstoffs gewürdigt.
Gordon starb 1999 im Alter von 83 Jahren in East Lansing an den Folgen eines Schlaganfalls.

## Ehrungen
- 1997 wurde in der Resolution Nr. 115 des Repräsentantenhauses von Michigan ihr Beitrag zur Entwicklung des Keuchhusten-Impfstoffs gewürdigt[15][16]
- 2000: Aufnahme in die Women’s Hall of Fame in Michigan[17]
- 2019 wurde im Forschungszentrum der Michigan State University in Grand Rapids die von Jay Hall Carpenter geschaffene Skulptur Adulation: The Future of Science aufgestellt. Sie zeigt Gordon mit den Forscherinnen Pearl Kendrick und Grace Eldering.[18][19][20]